# 格里·阿蘭吉蘭
小多羅泰奧·杰拉多·N·阿蘭吉蘭（1968年1月20日—2019年12月21日）出生於菲律賓內湖省聖巴勃羅，是菲律賓著名的漫畫家、作家和建築師。其邪魅一笑的表情而在中國大陸的社交網站非常流行。
阿蘭吉蘭的很多漫畫作品都是以菲律賓為故事的地點，或者將主角設定為菲律賓人，同時他也在其作品中加入了不少對菲律賓社會現狀進行針砭時弊的內容。